# Toonix
A Toonix egy alkalmazás volt, melynek használatával a Cartoon Network.hu látogatói elkészíthették saját avatarjukat és jelen lehettek a Cartoon Network virtuális világában. A Toonix ötlete Latin-Amerikában született 2008-ban, és azóta több mint 8 millió avatart készítettek a felhasználók. Amikor Európában megjelent, reklámozni kezdte a Cartoon Network és később a Boomerang is. Magyarországon 2012 elején debütált az alkalmazás. Az alkalmazás 2017-ben szűnt meg.